# Alfred Stögmüller
Alfred Stögmüller (* 7. Oktober 1925 in Kirchdorf an der Krems; † 10. Juni 2004) war ein mehrfach ausgezeichneter österreichischer Theaterintendant.

## Lebensweg
- 1943–1945 Militärdienst bei der deutschen Luftwaffe. Zu Kriegsende desertiert
- 1946–1948 Schauspieler am Volkstheater Urfahr bei Direktor Leo Mally
- 1949–1953 Producer bei der Sendergruppe Rot-Weiß-Rot und Leiter der Schauspielgruppe "Scheinwerfer" der Linzer Volkshochschule
- 1953–1956 Schauspieler am Linzer Landestheater
- 1956–1964 Engagements in Deutschland (unter anderem in München, Mannheim, Köln und Bremen)
- 1964–1969 Mitglied im Dreier-Direktorium des Linzer Landestheaters
- 1969–1986 Intendant Landestheater Linz

Alfred Stögmüller galt als treibende Kraft für den umstrittenen Neubau des Linzer Musiktheaters.

## Auszeichnungen
- Großes Ehrenzeichen der Stadt Linz (2001)